# Halmosd község
Halmosd község (románul: Comuna Halmășd) község Szilágy megyében, Romániában. Központja Halmosd, beosztott falvai Detrehem, Elyüs, Szilágycseres, Tufertelep.

## Népessége
A 2011-es népszámlálás adatai alapján a község népessége 2393 fő volt.